# Джон Мюррей-Скотт
Сер Джон Едвард Артур Мюррей-Скотт, 1-й баронет Коннот-плейс (англ. Sir John Edward Arthur Murray Scott, 1st Baronet of Connaught Place; 1847 — 17 січня 1912) — опікун лондонської Національної галереї та Зібрання Воллеса.
Джон Мюррей-Скотт був секретарем одного із засновників Зібрання Воллеса сера Річарда Уоллеса у 1871–1890 роках, радником його вдови леді Воллес у 1890–1897 роках і одним з перших опікунів музею. Він зіграв позитивну роль у прийнятті леді Воллес рішення заповідати Зібрання Воллеса британській нації.